# Ladang Tuha I
Ladang Tuha I is een bestuurslaag in het regentschap Aceh Barat Daya van de provincie Atjeh, Indonesië. Ladang Tuha I telt 1068 inwoners (volkstelling 2010).